# Musée régional des arts de Tcherkassy
Le musée régional d'art de Tcherkassy (en ukrainien : Черкаський обласний художній музей) de Tcherkassy se situe au 259, rue Khrechtchatyk.

## Historique
Il a été créé en 1991 comme une annexe du Musée régional d'histoire de Tcherkassy, en 1994 il devint autonome. La collection, qui compte plus de sept mille objets est basé sur des confiscations de grand propriétaires de l'époque impériale comme les comtes Bobrynsky, Kantakuzyn, les princes Lopukhin et Bilokopytov qui étaient propriétaires fonciers de la région.